# Walter P. Lane
Walter Paye Lane (18 de febrero de 1817 - 28 de enero de 1892) fue un general confederado durante la guerra civil estadounidense que también sirvió en los ejércitos de la República de Texas y los Estados Unidos de América.

## Primeros años
Lane nació en el condado de Cork, Irlanda. La familia Lane emigró a Fairview en el condado de Guernsey, Ohio, en 1821 y se trasladó a Kentucky en 1825. En 1836 Lane se trasladó a Texas para participar en su guerra por la independencia contra México. Después de que Texas obtuvo su independencia, Lane vivió en el condado de San Augustine en el este de Texas y luego en San Antonio, donde sirvió brevemente como Texas Ranger. En 1846 Lane se unió al Primer Regimiento, Fusileros Montados de Texas, como primer teniente para luchar en la Intervención estadounidense en México. Lane luchó con honores en la batalla de Monterrey y más tarde se le otorgó el rango de mayor y el mando de su propio batallón. Después de la guerra entre México y Estados Unidos, Lane deambuló haciendo varias cosas en Arizona, California y Perú antes de abrir un negocio mercantil en Marshall, Texas, en 1858.

## Guerra civil
Cuando estalló la Guerra Civil, Lane fue uno de los primeros tejanos en pedir la secesión. La reputación militar de Lane era tan grande que la primera compañía confederada voluntaria criada en el condado de Harrison recibió su nombre, aunque Lane se uniría a la 3.ª Caballería de Texas. Lane participó en las batallas de Wilson's Creek, Chustenahlah, Pea Ridge y tanto en el Asedio de Corinto como en la Segunda Batalla de Corinto. Lane lideró el tercer Texas en la batalla de Franklin, y fue elogiado por el general P. G. T. Beauregard por sus esfuerzos. Lane fue gravemente herido en la Batalla de Mansfield en 1864, donde las fuerzas confederadas rechazaron un impulso para capturar Shreveport, Luisiana o Marshall, Texas o ambos. Antes de que terminara la guerra, Lane fue ascendido al rango de general de brigada en 1865, siendo confirmado el último día en que se reunió el Congreso Confederado.

## Carrera posbellum
Después de la Guerra Civil, Lane regresó a Marshall, donde ayudó a establecer la Asociación de Veteranos de Texas. Después de la Reconstrucción, Lane y su hermano George, un juez local, fundaron el primer Partido de Ciudadanos Blancos en Texas y sacaron a los republicanos y afroamericanos de Marshall. Con la hegemonía blanca demócrata brutalmente restablecida en Marshall y el condado de Harrison, Lane declaró a la ciudad y al condado "redimidos". Murió en Marshall, Texas, y está enterrado en el cementerio Marshall cerca del centro de Marshall. Sus memorias, Las aventuras y recuerdos del general Walter P. Lane, se publicaron póstumamente en 1928.